# 齐齐哈尔第七医院
齐齐哈尔第七医院坐落于齐齐哈尔建华区新明大街，南邻齐齐哈尔会展中心。第七医院是原传染病医院，后与齐齐哈尔第五医院合并，仍叫齐齐哈尔第七医院。2008年8月，齐齐哈尔第五医院又从第七医院中独立出来，搬迁到别处，齐齐哈尔第七医院恢复成为专治传染病的医院。